# McIntosh megye (Oklahoma)
McIntosh megye az Amerikai Egyesült Államokban, azon belül Oklahoma államban található. Megyeszékhelye Eufaula, legnagyobb városa Checotah. Lakosainak száma 18 941 fő (2020. április 1.). McIntosh megye Muskogee, Haskell, Pittsburg, Hughes, Okfuskee és Okmulgee megyékkel határos.

## Népesség
A megye népességének változása:
| Lakosok száma | 20 284 | 20 310 | 20 545 | 20 493 | 19 990 | 18 941 |
|               | 2010   | 2011   | 2012   | 2013   | 2015   | 2020   |